# Vladimir Galaktionovič Korolenko

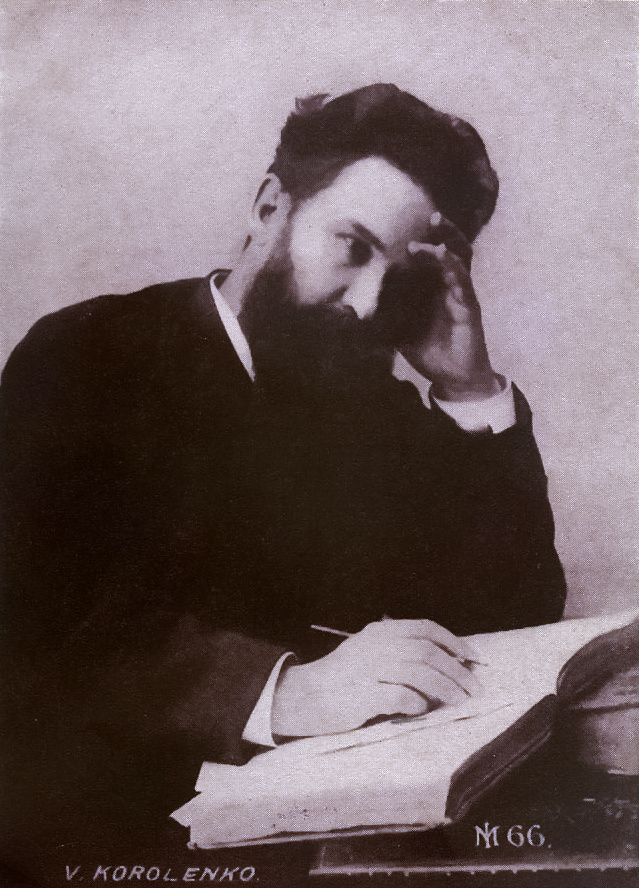
Vladimir Galaktionovič Korolenko

Vladimir Galaktionovič Korolenko (rusky Владимир Галактионович Короленко, 27. července greg. / 15. července jul. 1853 Žitomir – 25. prosince 1921 Poltava) byl ruský spisovatel, který strávil většinu života na Ukrajině.

## Život
Narodil se v rodině soudce v ukrajinském Žitomiru. Střední školy navštěvoval v Žitomiru a v Rovně. Od roku 1871 studoval techniku v Petrohradu (Санкт-Петербургский государственный технологический институт) a od roku 1874 zemědělství v Moskvě. Byl vyloučen ze studia za účast ve studentském narodnickém hnutí a později poslán do vyhnanství na Sibiř do Vjatské gubernie (dnes Kirovská oblast). V roce 1881 odmítl slib oddanosti novému caru Alexandru III. a byl deportován do Jakutska. Po návratu z vyhnanství žil v Nižním Novgorodě. V letech 1896–1900 žil v Petrohradu a od roku 1900 až do své smrti v ukrajinské Poltavě. V roce 1893 navštívil světovou výstavu v Chicagu. V roce 1895 se stal redaktorem časopisu Russkoje Bogatstvo (Ruské bohatství).
Byl členem Ruské akademie věd. Na své členství ale roku 1902 rezignoval (stejně jako Anton Pavlovič Čechov), na protest proti anulování volby Maxima Gorkého čestným členem akademie (na příkaz cara Mikuláše II.). V roce 1905 vystoupil na shromážděních v Poltavě, aby zabránil židovským pogromům ve městě. Odsoudil činnost úřadů během Sorochynské tragédie v roce 1905. Pronesl projev v roce 1911 při otevření pomníku Mykoly Gogola v Sorochyntsi. Vytvořil sérii „Domácí fenomén“, aby se postavil proti vojenským soudům a masovým rozsudkům smrti.
Revoluci v roce 1917 přijal rezervovaně, během občanské války psal proti rudému i proti bílému teroru. Rovněž apeloval proti antisemitismu.

## Dílo
Korolenko debutoval povídkou Epizody iz žizni iskatělja (Epizody ze života hledajícího) v roce 1879. Napsal řadu povídek ze života sibiřských a později ukrajinských vyděděnců a tuláků. Po návštěvě v Chicagu napsal novelu Bez jazyka o osudech ukrajinského rolníka, který emigroval do USA.

## Spisy (výběr)
- Epizody iz žizni iskatělja (Epizody ze života hledajícího), 1879, povídka
- Son Makara (Sen ubohého Makara), 1885, povídka
- Sokoliněc 1885
- Ubivec (Zabiják) 1885
- Slepoj muzykant (Slepý muzikant) 1886
- Bez jazyka 1895, novela
- Marusjina zajimka (Marusjino hospodářství) 1899, povídka
- Moroz (Mráz) 1901, povídka
- Dom No l3 (Dům č. 13) 1903, črta
- Istorija mojego sovremennika (Historie mého vrstevníka) 1906-1921, paměti
- Paděnije carskoj vlasti - Reč prostym ljudjam o sobytijach v Rossiji (Pád carské vlády, Výklad prostým lidem o událostech na Rusi), 1917, úvaha

### Česky vyšlo
- At-Davan, přeložil F. J. Matěcha, F. Šimáček, 1895, povídky
- Sibiřské črty Vladimíra Korolenka, přeložil Albín Straka, Brno, J. Barvič, 1895
- Sibiřské povídky, přeložil Jan Wagner, F. Šimáček, 1890
- Les šumí ..., přeložil František Husák, Josef R. Vilímek, 1909
- Povídky z dětského života, přeložili A. G. Stín a G. Šuran, Jan Otto, 1911
- Slepý hudebník, přeložil Josef V. Kořán, KDA sv. 78, Kamilla Neumannová, 1911
- Povídky ze života Malorusů doma i v cizině, přeložili A. G. Stín a G. Šuran, Jan Otto, 1912
- Co píšou odsouzení před popravou, publicistovy poznámky o trestu smrti, přeložil Stanislav Minařík, Pelcl, 1912
- Čerkes, přeložil Josef V. Kořán, Alois Hynek, 1912
- Pád carismu Výklad prostému lidu o událostech v Rusku, přeložila B. Holubová-Morkovinová, B. M. Klika, 1918
- Pád carské vlády, Výklad prostým lidem o událostech na Rusi, přeložil Vincenc Červinka, Český čtenář, 1919
- Historie mého vrstevníka, přeložil Stanislav Minařík, Kvasnička a Hampl, 1919, 1925
- Slepý hudebník, přeložil Josef Pelíšek, Petr a Tvrdý, 1921
- V noci, přeložil František Šifter, Čin, 1922
- Z Povolží, přeložil A. G. Stín, Jan Otto, 1924
- Sibiřské povídky II, přeložil A. G. Stín, Jan Otto, 1925
- Zatmění slunce, přeložil Petr Denk, Zlín, Tisk, 1946
- Povídky, přeložila Božena Pažoutová, Mladá fronta, 1947
- Mezi špatnými lidmi, dvě povídky, přeložila Zdeňka Vovsová, Svoboda, 1949
- Za oblačného dne , pět povídek, Anna Tesková, Vyšehrad, 1951
- Lidé a sníh, 21 povídek, různí překladatelé, SNKLHU, 1953
- Místo čápů orli, dvě povídky, přeložila Zdenka Bergrová, Odeon, 1974
- Slepý muzikant, přeložila Zdenka Bergrová, Albatros, 1974
- Historie mého vrstevníka (výbor), přeložila Jarmila Fromková, Lidové nakladatelství, 1976
- Nezkrotná řeka, povídky, přeložila Zdenka Bergrová, Svoboda, 1976